# New College (Oxford)
Das New College (vollständig: The College of St Mary of Winchester in Oxford) ist eines von 39 konstituierenden Colleges der University of Oxford in England. Der Name New College wird zur Unterscheidung vom älteren Oriel College, das ebenfalls Sankt Maria gewidmet wurde, verwendet. Das College wurde 1379 von William von Wykeham, dem Bischof von Winchester, gegründet. Im Jahr 1979 wurden nach sechs Jahrhunderten erstmals Frauen für ein Studium zugelassen.
Das College befindet sich im Zentrum von Oxford, zwischen der Holywell Street und der New College Lane (bekannt für Oxfords Seufzerbrücke), neben dem All Souls College, dem Harris Manchester College, dem Hertford College, dem Queen’s College und der St. Edmund Hall. Im Jahr 2018 verfügte das College über eine geschätzte finanzielle Ausstattung von rund 260,1 Millionen GBP und ist damit eines der wohlhabendsten Colleges in Oxford.
Die markante Architektur des Colleges hat es zu einem beliebten Ort für Film- und Fernsehproduktionen gemacht, unter anderem für Harry Potter und der Feuerkelch, Mamma Mia 2: Here We Go Again und His Dark Materials.
Das College ist eine der wichtigsten Chorstiftungen der University of Oxford. Der College-Chor gilt als einer der führenden Chöre der Welt und hat über hundert Alben aufgenommen. Der Chor wurde mit zwei Gramophone-Preisen ausgezeichnet.

## Geschichte

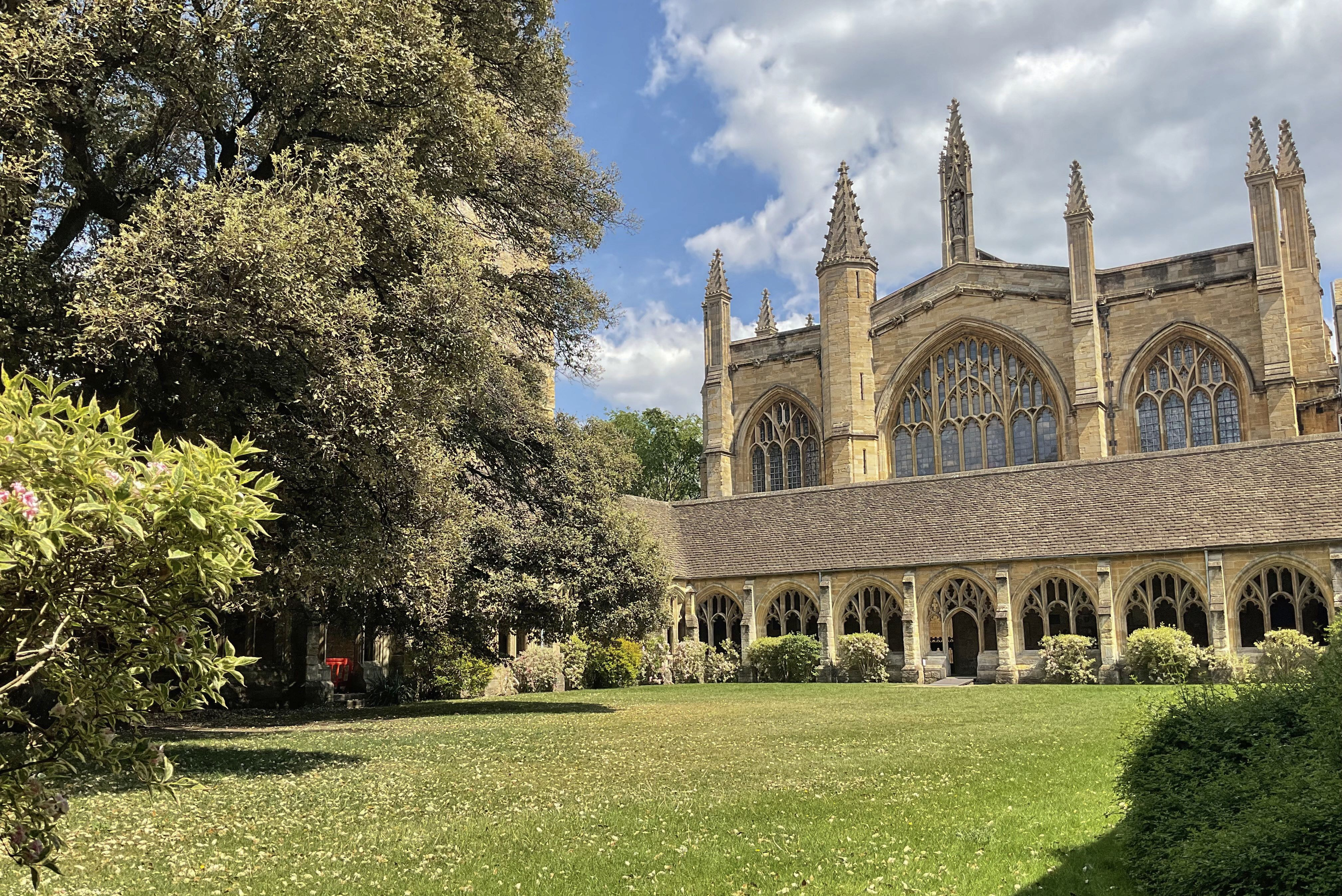
New College Chapel

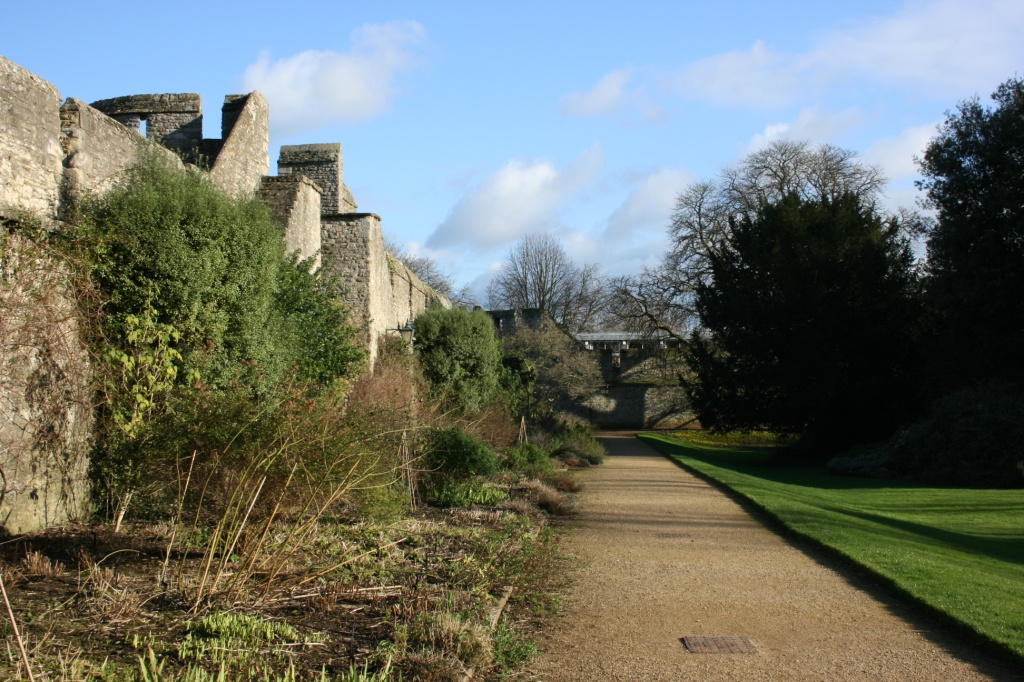
New College, Garten

Das New College wurde 1379 von William von Wykeham, dem Bischof von Winchester, gegründet. Der College-Leitspruch lautet Manners Makyth Man (Das Benehmen macht den Mann).
Der ursprüngliche Gebäudekomplex (Old Quad) aus dem 14. Jahrhundert wurde im 18. und 19. durch Neubauten ergänzt. Das College verfügt über ausgedehnte Gartenanlagen mit einem künstlich angelegten Hügel (Mound), einen mittelalterlichen Speisesaal und eine Kapelle sowie einen Kreuzgang mit Friedgarten. Die Stadtmauer Oxfords aus dem 12. Jahrhundert ist in die College-Architektur integriert.
Das College gilt als wohlhabend, mit einem geschätzten Stiftungskapital von 143 Mio. £ (etwa 150 Mio. Euro).

## Musikleben
Aushängeschild des College ist der New College Choir unter der Leitung von Edward Higginbottom, der die täglichen Gottesdienste in der gotischen College-Kapelle musikalisch gestaltet, regelmäßig Konzertreisen unternimmt und an über siebzig CD-Einspielungen beteiligt war. Zum College gehört auch die New College School, die von den Chorknaben besucht wird. Ferner unterhält das College mit der New Chamber Opera eine eigene Opernkompagnie.

## Bekannte Absolventen
- H.A.L. Fisher (1865–1940), liberaler Politiker und Historiker
- Alfred William Abdey (1876–1952), Musiker
- Richard Crossman (1907–1974), Autor, Spezialist für psychologische Kriegführung und Politiker
- Frank R. Palmer (1922–2019), Linguist, Hochschullehrer
- Christopher Hampton (* 1946), Dramatiker, Drehbuchautor, Filmregisseur
- Hugh Grant (* 1960), Schauspieler
- Dermot Turing (* 1961), britischer Anwalt, Bänker, Autor und Historiker, Neffe von Alan Turing
- Florian Henckel von Donnersmarck (* 1973), Filmregisseur
- Nick Wilding, Historiker
- Vero Wynne-Edwards (1906–1997), Zoologe, Begründer der Theorie der Gruppenselektion